# Steve Jones (futbolista)
Stephen Graham Jones, nació el 25 de octubre de 1976 en Londonderry, Irlanda del Norte es futbolista norirlandés juega para AFC Telford United. Su posición natural es mediocampista, aunque dependiendo del escenario facilmenta se integra como un delantero más. Tiene 27 partidos internacionales para el Selección de fútbol de Irlanda del Norte y marcó 8 goles.
Se caracteriza por ser muy versátil dentro del terreno de juego, Nigel Worthington DT de la selección de Irlanda del Norte lo ha ocupado en posiciones defensivas (Lateral y contención) y ofensivas (Mediocampista y Centro Delantero), donde ha cumplido con las expectativas por su gran habilidad.

## Selección nacional
Ha sido internacional con la Selección de fútbol de Irlanda del Norte, ha jugado 29 internacionales y ha anotado 1 gol.

## Clubes
| Club               | País                 | Año       |
| ------------------ | -------------------- | --------- |
| Blackpool FC       | Inglaterra           | 1995-1996 |
| Bury FC            | Inglaterra           | 1996-1997 |
| Sligo Rovers       | República de Irlanda | 1997-1999 |
| Bray Wanderers     | República de Irlanda | 1999      |
| Leigh RMI          | Inglaterra           | 1999-2001 |
| Crewe Alexandra    | Inglaterra           | 2001-2002 |
| Rochdale AFC       | Inglaterra           | 2002      |
| Crewe Alexandra    | Inglaterra           | 2002-2006 |
| Burnley FC         | Inglaterra           | 2006-2008 |
| Crewe Alexandra    | Inglaterra           | 2008      |
| Huddersfield Town  | Inglaterra           | 2008      |
| Bradford City      | Inglaterra           | 2008-2009 |
| Burnley FC         | Inglaterra           | 2009      |
| Walsall FC         | Inglaterra           | 2009-2011 |
| Motherwell FC      | Escocia              | 2011      |
| Droylsden FC       | Inglaterra           | 2011      |
| AFC Telford United | Inglaterra           | 2011-     |